# Boo kyrka
Denna artikel handlar om Boo kyrka i Uppland. För Bo kyrka i Närke, se Bo kyrka.
Boo kyrka är en kyrka som tillhör Boo församling i Stockholms stift. Kyrkan ligger strax norr om Värmdövägen i Ormingelandet i Nacka kommun.

## Kyrkobyggnaden
Kyrkan uppfördes efter ritningar av arkitekten Martin Hedmark invigdes 1923. Kyrkan ersatte till en viss del det träkapell som sedan tidigare fanns på Boo gård. Detta träkapell hade uppförts 1724 efter Nicodemus Tessins ritningar, sedan ett äldre kapell hade bränts av ryssarna år 1719.
Nuvarande kyrka är en treskeppig basilika med kyrktorn i väster och ett halvrunt kor i öster. Byggnaden har en stomme av tegel och putsade ytterväggar som är svagt gulfärgade. Under koret finns en välvd sakristia. Kyrkorummet har målningar av Olle Hjortzberg. Golvet täcks av mönsterlagt tegel. Mittskeppets tak har en öppen takstol, medan sidoskeppen har platta trätak.

## Inventarier
- Dopfunten som är samtida med kyrkan är huggen av granit efter ritningar av kyrkans arkitekt och har medeltida funtar som förebild.
- Predikstolen har målningar av Olle Hjortzberg föreställande Martin Luther och Olaus Petri.
- Av kyrkklockorna är storklockan gjuten i Ystad 1928 av M&O Ohlssons gjuteri. Mellanklockan är införskaffad 1911 till en klockstapel på kyrkogården i Sågtorp och senare flyttad till kyrkan. Lillklockan är gjuten 1923 av K G Bergholtz & Co i Stockholm.

### Orgel
- 1925/1926 byggde Alfred Fehrling, Stockholm en orgel med 19 stämmor, två manualer och pedal. Den omdisponerades 1961 av Jacoby Orgelverkstad, Stockholm.
- Den nuvarande orgeln byggdes 1989/1990 av Nye Orgelbyggeri AB, Nye och är en mekanisk orgel. Orgeln har även en stämma som heter fågelsång.

| Huvudverk I    | Svällverk II           | Pedal        | Koppel |
| Borduna 16´    | Bourdon 8´             | Subbas 16´   | I/P    |
| Principal 8´   | Salicional 8'          | Principal 8' | II/P   |
| Dubbelflöjt 8' | Voce humana 8'         | Gedackt 8'   | II/I   |
| Oktava 4'      | Principal 4'           | Oktava 4'    |        |
| Oktava 2'      | Italiensk flöjt 4'     | Basun 16'    |        |
| Cornett III    | Nasard 2 2/3'          |              |        |
| Mixtur V       | Waldflöjt 2'           |              |        |
| Trumpet 8'     | Ters 1 3/5'            |              |        |
| Vox humana 8'  | Scharf III             |              |        |
| Tremulant      | Trompete harmonique 8' |              |        |
|                | Oboe 8'                |              |        |
|                | Tremulant              |              |        |
|                | Crescendosvällare      |              |        |

#### Kororgel
Den nuvarande kororgeln byggdes 1978 av Bruno Christensen & Sönner, Tinglev, Danmark och är en mekanisk orgel.
| Manual       |
| Gedackt 8'   |
| Rörflöjt 4'  |
| Principal 2' |
| Nasat 1 1/3' |